# Calathea crotalifera
Calathea crotalifera là một loài thực vật có hoa trong họ Marantaceae. Loài này được S.Watson mô tả khoa học đầu tiên năm 1889.

## Hình ảnh

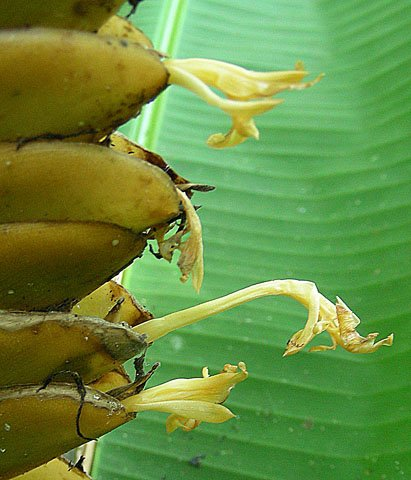
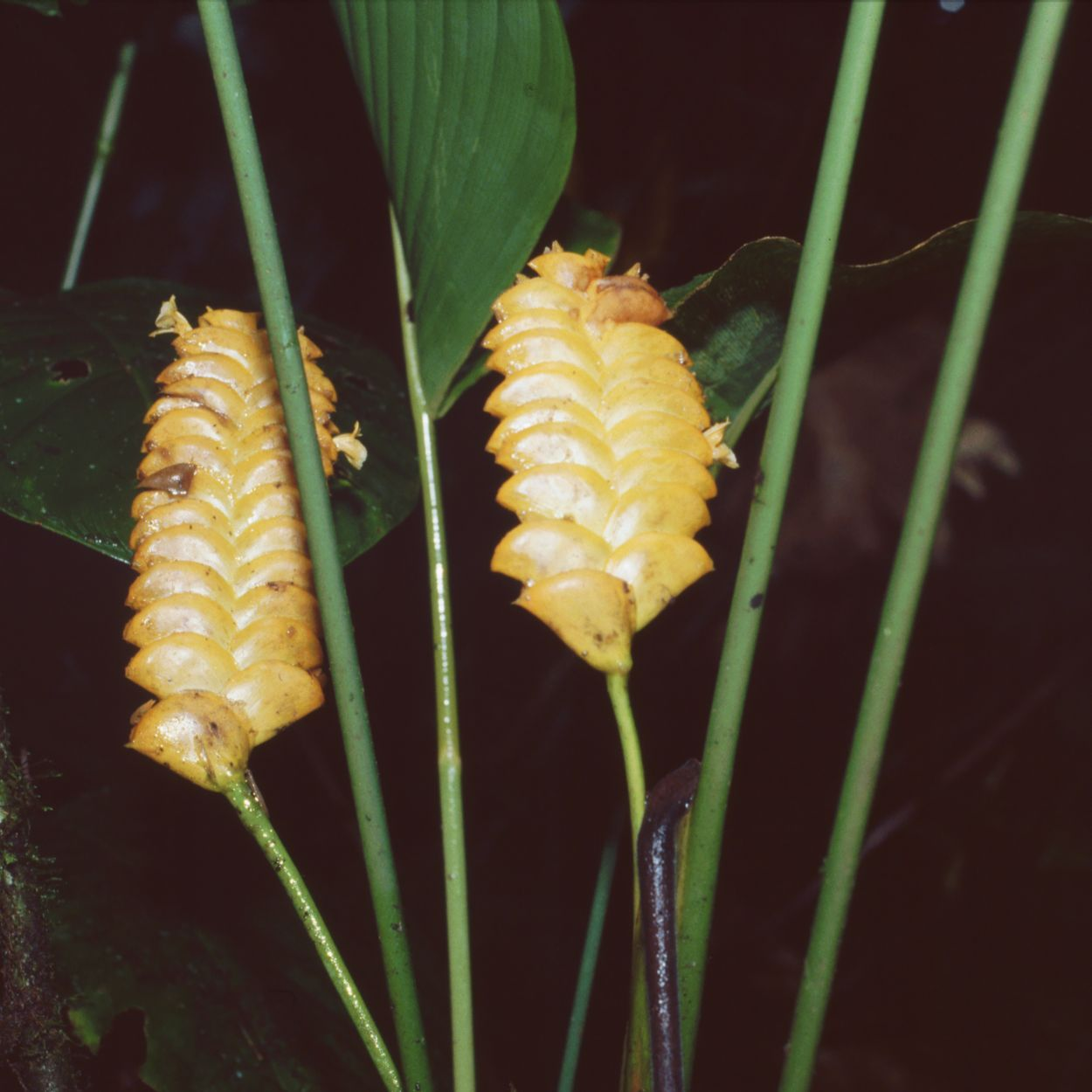
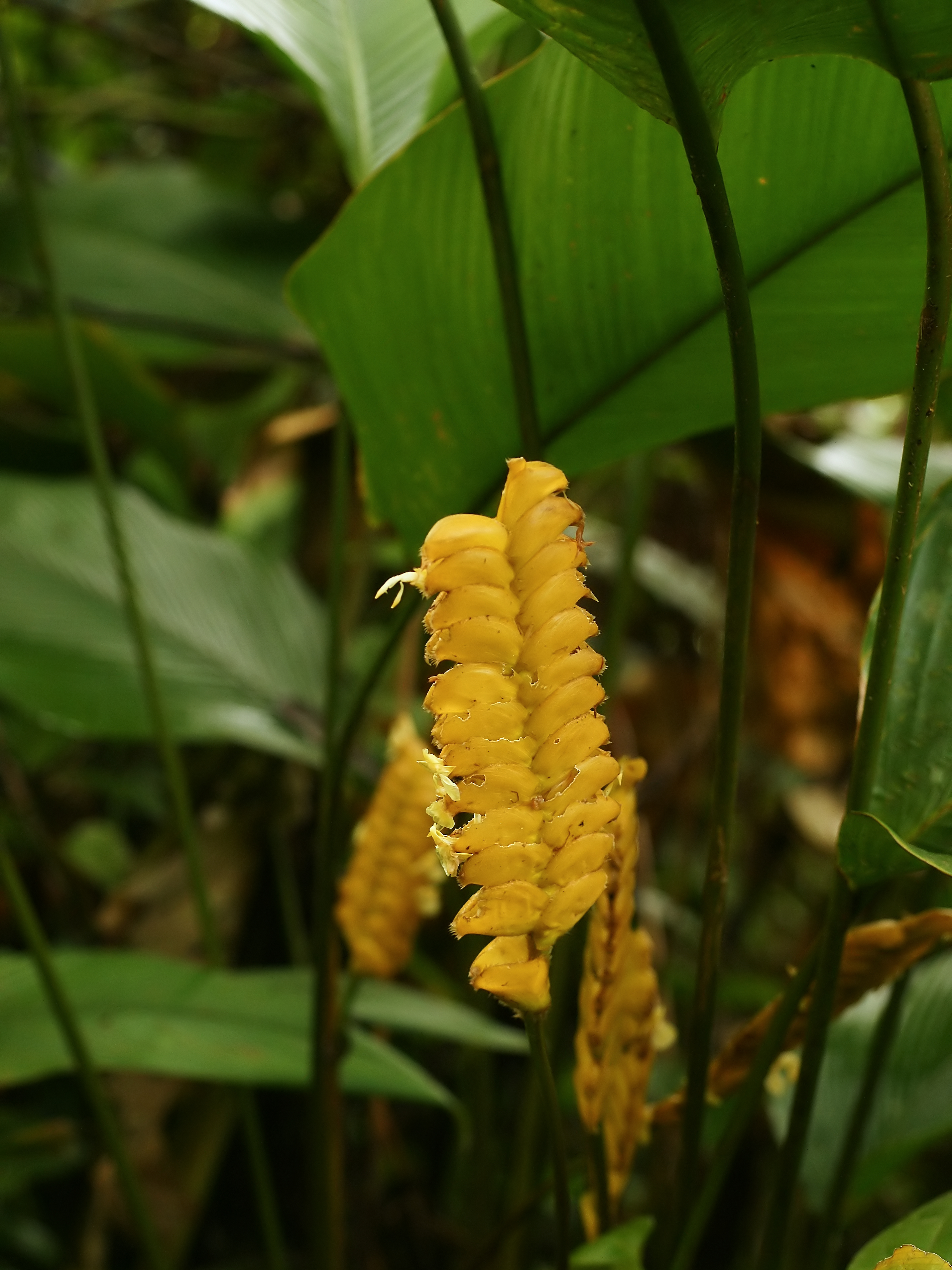
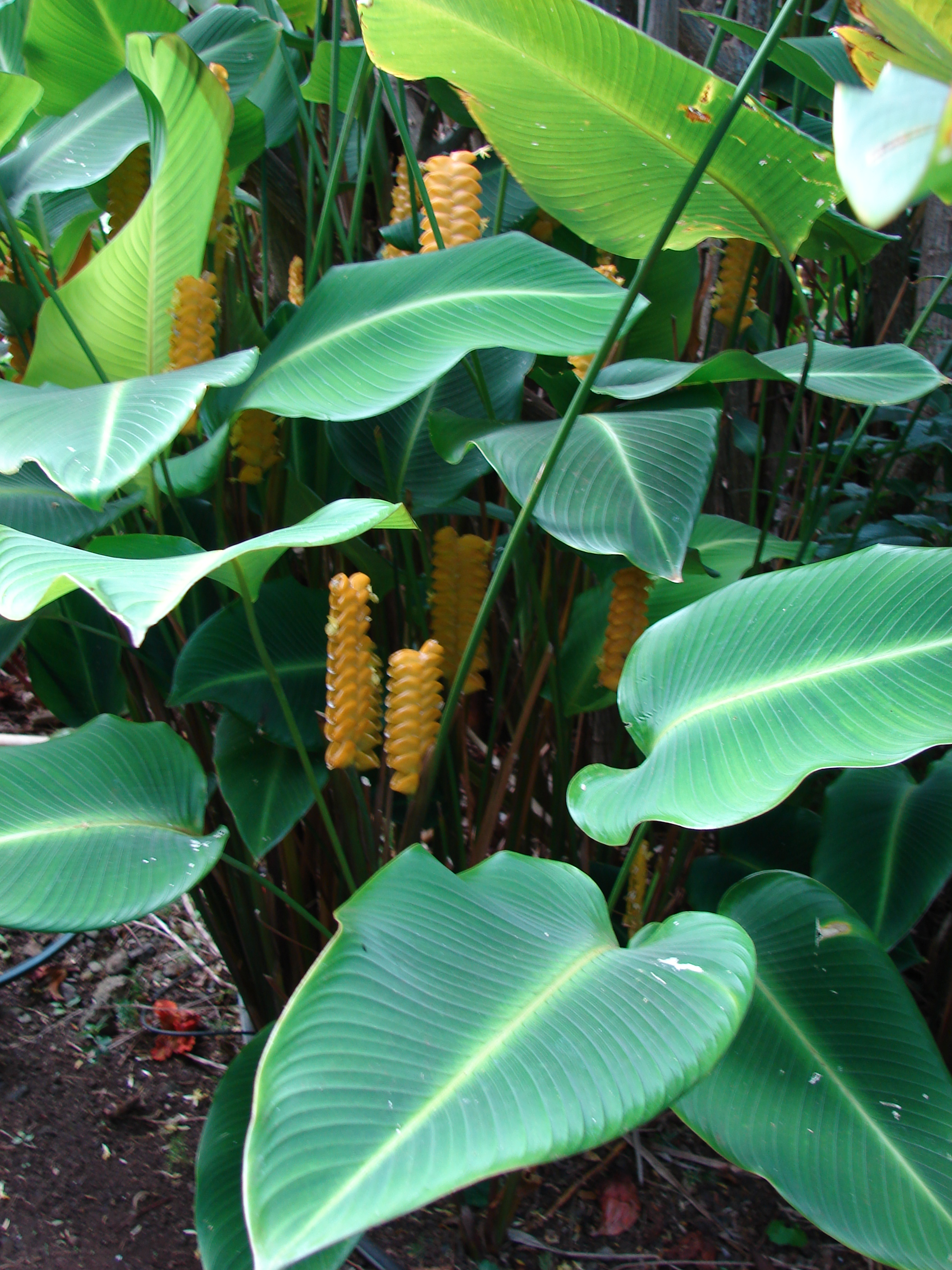